# 18. november
18. november er dag 322 i året i den gregorianske kalender (dag 323 i skudår). Der er 43 dage tilbage af året.
Dagen er en af de uheldige i Tycho Brahes kalender.
Republikken Letlands proklamationsdag.

### Begivenheder
Født - Dødsfald
- 1497 - Portugiseren Vasco da Gama runder Kap Det Gode Håb under sin første sejlads til Indien.
- 1626 - Peterskirken i Rom indvies af pave Urban 8.
- 1842 - Kunstnerforeningen af 18. november stiftes Lille Kongensgade i København
- 1905 - Det norske storting vælger prins Carl af Danmark til norsk konge under navnet Haakon 7. Han regerer, bortset fra en afbrydelse under 2. verdenskrig, indtil sin død i 1957.
- 1918 - Letland udråber sig til selvstændig republik.
- 1919 - Senatet i USA forkaster Versaillestraktaten med 53 stemmer mod 38, hvilket bl.a. medfører, at USA ikke bliver medlem af Folkeforbundet.
- 1928 - Tegnefilmen Steamboat Willie fra Walt Disney Productions udsendes og har som den første animerede film synkroniseret lyd.
- 1936 - Tyskland og Italien anerkender general Francos oprørsregering i Spanien.
- 1940 - Italiens udenrigsminister Galeazzo Ciano møder Adolf Hitler, som er sur pga. den italienske invasion af Grækenland.
- 1943 - Massive engelske bombeangreb på Berlin.
- 1966 - Svendborgsundbroen mellem Svendborg og Tåsinge indvies af tronfølgeren, prinsesse Margrethe.
- 1969 - Apollo 12 lander på månen som det andet bemandede rumfartøj.
- 1977 - Egyptens præsident Anwar Sadat besøger som den første egyptiske leder  Israel og taler i Knesset.
- 1985 - Avisstriben Steen og Stoffer bliver for første gang trykt i en amerikansk avis.
- 1995 - Prins Joachim og prinsesse Alexandra bliver gift i Frederiksborg Slotskirke i Hillerød.
- 2001 - Nintendos GameCube introduceres.
- 2002 - Den amerikanske stat New Jersey forbyder boldspillet dodgeball (høvdingebold) i offentlige skoler.
- 2004 - Rusland ratificerer Kyoto-aftalen.

### Født
- 1626 - Christian Jacobsen Drakenberg, norsk sømand (død 1772 - fødselsår ubekræftet).
- 1677 - Just Wiedewelt, dansk billedhugger (død 1757).
- 1743 - Johannes Ewald, dansk digter (død 1781).
- 1786 - Carl Maria von Weber, tysk komponist (død 1826).
- 1856 - Joakim Skovgaard, dansk billedkunstner (død 1933).
- 1865 - Laust Jevsen Moltesen, dansk kirkehistoriker, politiker og udenrigsminister (død 1950).
- 1868 - Agnes Henningsen, dansk forfatter (død 1962).
- 1894 - C.A. Bodelsen, dansk litteraturforsker (død 1978).
- 1901 - George Horace Gallup, amerikansk statistiker (død 1984).
- 1905 - Peter Poulsen, dansk skuespiller (død 2006).
- 1906 - Klaus Mann, tysk forfatter (død 1949).
- 1907 - Compay Segundo, cubansk musiker og sangskriver (død 2003).
- 1910 - Gunnar Fischer, svensk filminstruktør (død 2011).
- 1923 - Alan B. Shepard, amerikansk astronaut (død 1998).
- 1923 - Ted Stevens, amerikansk senator (død 2010).
- 1924 - Lise Østergaard, dansk politiker og minister (død 1996).
- 1939 - Margaret Atwood, canadisk forfatter.
- 1941 - Gert Fredholm, dansk filminstruktør.
- 1942 - Kjell Møllgård, tidligere rektor for Københavns Universitet.
- 1944 - Suzanne Brøgger, dansk forfatter.
- 1946 - Peder Stougaard, dansk billedkunstner og leder af Dansk Plakatmuseum.
- 1960 - Kim Wilde, engelsk sanger.
- 1961 - Jette A. Kaarsbøl, dansk forfatter.
- 1962 - Kirk Hammett, amerikansk guitarist i Metallica.
- 1963 - Peter Schmeichel, dansk tidligere fodboldlandsholdsmålmand.
- 1968 - Owen Wilson, amerikansk skuespiller.
- 1971 - Bobby Julich, amerikansk cykelrytter.
- 1978 - Andris Nelsons,  lettisk dirigent.
- 1973 - Benjamin Schou, dansk offer for politivold (død 2008).

### Dødsfald
- 1922 - Marcel Proust, fransk forfatter (født 1871).
- 1962 - Niels Bohr, dansk fysiker (født 1885).
- 1969 - Joseph P. Kennedy, Sr., amerikansk forretningsmand og politiker (født 1888).
- 1987 - Jacques Anquetil, fransk cykelrytter (født 1934).
- 1991 - Gustáv Husák, slovakisk politiker, tjekkoslovakisk præsident (født 1913).
- 2002 - James Coburn, amerikansk skuespiller (født 1928).
- 2003 - Michael Kamen, amerikansk dirigent og musiker (født 1948).
- 2005 - Birthe Backhausen, dansk skuespiller (født 1927).
- 2006 - Lars Chemnitz, tidligere grønlandsk landsstyreformand (født 1925).
- 2017 - Malcolm Young, Australsk guitarist (født 1953).

|  | Denne datoartikel kan blive bedre, hvis der indsættes et (bedre) billede Du kan hjælpe ved at afsøge Wikimedia Commons for et passende billede eller uploade et godt billede til Wikimedia Commons iht. de tilladte licenser og indsætte det i artiklen. |